# Rainhill Trials

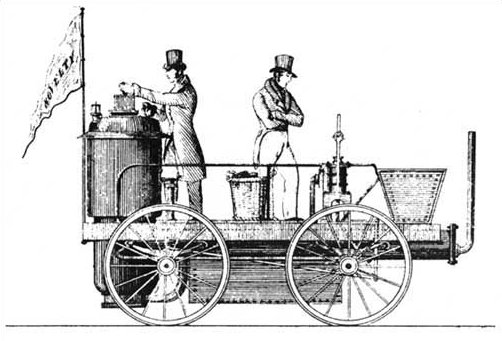
Novelty

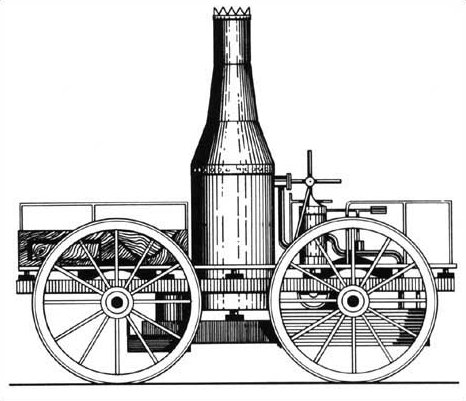
Perseverance

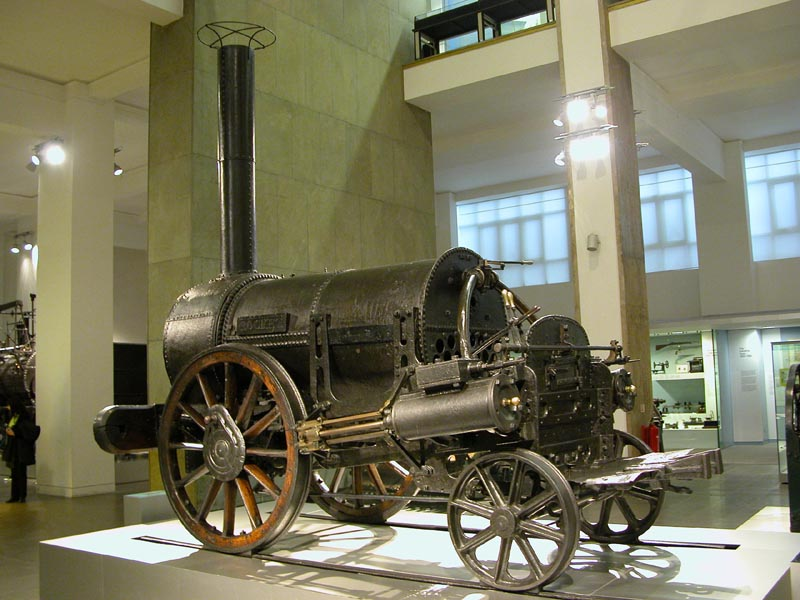
Rocket (w postaci przebudowanej)

Rainhill Trials – konkurs na lokomotywę do obsługi kolei Liverpool – Manchester, zorganizowany w początkach kolei parowej. Odbył się w październiku 1829, niedaleko Rainhill (okolice Liverpoolu) w Anglii.
Kiedy budowa kolei Liverpool – Manchester dobiegała końca, dyrektorzy przedsięwzięcia ogłosili konkurs mający zdecydować, jakich należy użyć maszyn, by ciągnąć wagony. Rainhill Trials został zaplanowany jako konkurs otwarty, który miał pokazać wszystkich uczestników na żywo, a następnie dokonać selekcji. Bez względu na to, jakie lokomotywy zostałyby ostatecznie wybrane, dla zwycięzcy konkursu zaoferowano nagrodę 500 £. Jako sędziów konkursu wybrano trójkę znakomitych znawców w początkach kolejnictwa: Johna Kennedy'ego, Johna Rastricka i Nicholasa Wooda.
Lokomotywy, aby zostały zakwalifikowane do konkursu, musiały przejść szereg testów oraz spełnić określone warunki. Kryteria te wielokrotnie poprawiano, aż w końcu ustalono:
- Masa parowozu z pełnym kotłem będzie sprawdzana na wadze o godzinie ósmej rano, waga będzie sprawdzana trzykrotnie. Woda w kotle musi być chłodna, a w palenisku nie będzie żadnego paliwa. Tak samo będzie zważona taka ilość paliwa i wody, która według właściciela pojazdu ma wystarczyć na przebycie odcinka 35 mil [56 km]. Kiedy w palenisku zostanie rozpalony ogień, należy zanotować ilość zużytego paliwa i czas, aż do momentu gdy będzie wydostawać się para.
- Dodatkowy wagon na paliwo i wodę powinien być zważony i traktowany jako część masy parowozu.
- Te parowozy, które mają własne zbiorniki na paliwo i wodę, mogą je proporcjonalnie odjąć od swojej masy.
- Parowóz z doczepionymi wagonami powinien być podciągnięty do miejsca startu i gdy tylko para osiągnie ciśnienie pięćdziesiąt funtów na cal kwadratowy [345 kPa], wtedy parowóz może ruszyć.
- Parowóz musi pokonać za każdym razem odległość jednej mili i trzy czwarte [2,8 km], w tym po jednej ósmej [200 m] na końcach trasy dla rozpędzenia się, jak również dla zatrzymania się, tak by parowóz z całym ładunkiem i pełną prędkością przejechał za każdym razem półtorej mili [2,4 km].
- Parowóz powinien przejechać wyznaczony odcinek dziesięciokrotnie, co będzie równoważne przebyciu trzydziestu pięciu mil [56 km]; z tego trzydzieści mil [48 km] będzie wykonane z maksymalną prędkością, a średnia prędkość przejazdu nie będzie mniejsza niż dziesięć mil na godzinę [16 km/h] (warto wspomnieć, że jedyna istniejąca w tym czasie kolej Stockton-Darlington miała średnią prędkość tylko osiem mil na godzinę (13 km/h)).
- Jak tylko parowóz wykona swoje zadanie (które będzie równoważne podróży z Liverpoolu do Manchesteru), zostanie zaopatrzony w świeży zapas paliwa i wody i jak tylko będzie gotowy, by ruszyć w dalszą drogę, powinien stanąć znowu na starcie i ponownie pokonać odcinek dziesięciokrotnie, co będzie odpowiadać podróży powrotnej z Manchesteru do Liverpoolu.
- Czas każdego przejazdu powinien być dokładnie zanotowany, jak również czas potrzebny do przygotowania, by wyruszyć w drogę powrotną.
- Jeżeli parowóz nie byłby w stanie zabrać wystarczającej ilości paliwa i wody na pokonanie wyznaczonej trasy, to czas poświęcony na uzupełnienie paliwa i wody powinien być zaliczony do czasu podróży.

Do konkursu przystąpiło dziesięć parowozów, ale ostatecznie w dniu 6 października 1829 wystartowało tylko pięć lokomotyw:
- Cycloped(inne języki) – skonstruowana przez Thomasa Brandretha.

- Novelty (z ang. Nowość) – skonstruowana przez Johna Ericssona i Johna Braithwaite'a.

- Perseverance (z ang. Wytrwałość) – zbudowana przez Timothy'ego Burstalla.

- Rocket – skonstruowana przez George'a i Roberta Stephensonów.

- Sans Pareil(inne języki) (z fr. Niezrównana) – zbudowana przez Timothy'ego Hackwortha.

Lokomotywy wykonywały dwa lub trzy kursy dziennie, a każda z maszyn w ciągu kilku dni poddawana była wielu próbom.
Pierwszy z konkursu, po awarii, wypadł Cycloped.
Następny wypadł Perseverance. Po awarii w czasie konkursu Burstall naprawiał go przez pięć dni. Kiedy podczas pierwszych testów nie zdołał osiągnąć wymaganych 10 mil na godzinę, następnego dnia został wycofany z konkursu. Przyznano konstruktorowi 25 £ nagrody pocieszenia.
Sans Pareil prawie ukończyła próby, mimo że pojawiła się wątpliwość, czy jest dozwolone, by mogła współzawodniczyć przy nadwadze trzystu funtów (136 kg). Niemniej przejechała osiem kursów, zanim roztrzaskał się cylinder. Pomimo niepowodzenia została nabyta przez kolej Liverpool-Manchester, gdzie służyła przez dwa lata, zanim ją wypożyczono kolei Bolton-Leigh.
Ostatnią maszyną, która wypadła z konkursu, była Novelty. Zupełne przeciwieństwo Cyclopedu, zbyt nowatorska jak na 1829, lżejsza i znacznie szybsza niż inne lokomotywy w konkurencji. To był prawdziwy ulubieniec tłumu. Osiągając w pierwszym dniu konkursu zaskakującą jak na owe czasy  prędkość 28 mph (45 km/h), później doznała uszkodzenia rury w kotle, która nie mogłaby zostać naprawiona właściwie na miejscu w krótkim czasie. Niemniej jednak kontynuowała próby następnego dnia, osiągając tylko 15 mil na godzinę (24 km/h), ulegając ponownemu uszkodzeniu i wypadając z konkursu.
Tak więc Rocket (Rakieta) była jedyną lokomotywą, która wytrzymała próby. Osiągała przeciętnie 12 mil na godzinę, ciągnąc 13 ton, wygrywając 500 £ nagrody. Stephensonowie otrzymali kontrakt na produkcję lokomotyw dla kolei Liverpool – Manchester.
W roku 2002 poddano rewizji konkurs Rainhill Trials, używając dokładnie takich samych replik parowozów. Wciąż bezkonkurencyjna była „Rakieta”. O tych wydarzeniach opowiada film dokumentalny zrealizowany przez telewizję BBC.